# Папалукас, Теодорос
Теодо́рос Папалука́с (греч. Θεόδωρος Παπαλουκάς род. 8 мая 1977) — греческий баскетболист, игравший на позиции разыгрывающего защитника.
Является абсолютным рекордсменом по количеству участий в Финалах четырёх Евролиги — девять раз. В 2006 году был назван баскетболистом года в Европе по мнению ФИБА, а в 2008 пошёл в список 50 человек, внёсших наибольший вклад в развитие Евролиги.
12 мая 2013 года объявил о завершении игровой карьеры, после выигранного матча за 3-е место в Евролиге 2013 против «Барселоны».
12 декабря 2013 года в перерыве матча регулярного чемпионата Евролиги с «Барселоной» армейским клубом, за который Теодорас отыграл значительную часть своей карьеры, были организованы проводы великого грека из большого баскетбола.

## Достижения

### Клубная карьера
- Игрок года ФИБА Европа (2006)
- Двукратный чемпион Евролиги (2005/06, 2007/08) в составе ЦСКА
- MVP «Финала четырех» Евролиги (2005/06)
- MVP Евролиги (2006/07)
- лидер Евролиги по голевым передачам (2006/07, 2008/09)
- 7-кратный чемпион России (2002/03, 2003/04, 2004/05, 2005/06, 2006/07, 2007/08, 2012/13) в составе ЦСКА
- 3-кратный обладатель Кубка России (2005, 2006, 2007) в составе ЦСКА
- чемпион Единой лиги ВТБ (2013) в составе ЦСКА
- чемпион Адриатической лиги (2012) в составе Маккаби
- чемпион и обладатель кубка Израиля (2012) в составе Маккаби
- MVP Кубка России: 2006
- 3-кратный обладатель Кубка Греции (2002, 2010, 2011) в составе «Олимпиакоса»
- 5 раз принимал участие в Матчах Всех Звезд чемпионата Греции (2001, 2002, 2009, 2010, 2011)
- лидер чемпионата Греции по голевым передачам (2001, 2002, 2009)
- В рамках премии «Золотая подкова» один раз получил «Золотую подкову» (2006), и дважды — «Серебряную подкову» (2004, 2005).

### В составе сборной
- чемпион Европы-2005 и серебряный призёр ЧМ-2006 в составе Сборной Греции.
- победитель кубка Станковича 2006
- 7-кратный победитель турнира Акрополис: 2000, 2002, 2003, 2005, 2006, 2007, 2008